# Nora Coton-Pélagie
Nora Coton-Pélagie (Les Lilas, 22 aprile 1988) è un'ex calciatrice francese, di ruolo centrocampista.

## Carriera

### Nazionale
Coton-Pélagie viene selezionata per vestire la maglia delle giovanili della Francia, inizialmente nella formazione Under-17, con la quale, chiama dal tecnico federale Gérard Sergent, debutta nel 2002 nell'amichevole del 25 ottobre, giocando il primo tempo dell'incontro vinto 2-0 sulle pari età dell'Inghilterra. Dopo altre tre amichevoli tra il 2002 e il 2003, tra il 2004 e il 2005 è in rosa nelle due edizioni di Nordic Cup di categoria, collezionando 4 presenze sia nella prima che nella seconda.
Nel frattempo nel 2004 è inserita in rosa dal tecnico Stéphane Pilard con l'Under-19 che affronta le prime due partite di qualificazione all'Europeo di Ungheria 2005, debuttandovi il 30 settembre siglando anche 2 reti nella schiacciante vittoria per 10-0 sull'Azerbaigian, senza poi essere selezionata nella squadra che disputa la fase finale e battuta nella partita che assegna il titolo alla Russia solo ai calci di rigore. In seguito Pilard la chiama anche in occasione del Torneo di La Manga 2006, dove viene impiegata in tre incontri, e quello stesso anno la conferma in rosa per la seconda fase di qualificazione all'Europeo di Svizzera 2006, poi con la squadra che affronta la fase finale. In quell'occasione scende in campo in tutti i tre incontri, segnando una rete al Montenegro, che qualificano la sua nazionale e i cinque che portano la Francia in finale, contribuendo al passaggio della fase a gironi con un gol nella vittoria per 4-1 sulla Russia.
Pilard, al quale era affidata anche la formazione Under-20, la convoca per l'amichevole con la Svizzera under 19 del 29 ottobre 2008, e dopo un ulteriore test con le pari età del Cile viene aggregata alla squadra impegnata nel Mondiale di Cile 2008, accesso ottenuto grazie al risultato nell'europeo di Islanda 2007. In quell'occasione Coton-Pélagie scende in campo in cinque dei sei incontri giocati dalla sua nazionale, due del gruppo B, dove supera la fase a gironi assieme agli Stati Uniti, ai quarti di finale, dove grazie alla sua rete all'88' la Francia supera per 3-2 la Nigeria, nella semifinale, persa 2-1 con la Corea del Nord dove è l'unica marcatrice delle bleuettes, e nella finale per il terzo posto, persa 5-3 con la Germania.

## Statistiche

### Presenze e reti nei club
| Stagione                   | Squadra                    | Campionato                 | Campionato | Campionato | Coppe nazionali | Coppe nazionali | Coppe nazionali | Coppe continentali | Coppe continentali | Coppe continentali | Altre coppe | Altre coppe | Altre coppe | Totale | Totale |
| Stagione                   | Squadra                    | Comp                       | Pres       | Reti       | Comp            | Pres            | Reti            | Comp               | Pres               | Reti               | Comp        | Pres        | Reti        | Pres   | Reti   |
| -------------------------- | -------------------------- | -------------------------- | ---------- | ---------- | --------------- | --------------- | --------------- | ------------------ | ------------------ | ------------------ | ----------- | ----------- | ----------- | ------ | ------ |
| 2004-2005                  | CNFE Clairefontaine        | D1                         | 10         | 3          | CF              | -               | -               | -                  | -                  | -                  | -           | -           | -           | 10     | 3      |
| 2005-2006                  | CNFE Clairefontaine        | D1                         | 13         | 2          | CF              | -               | -               | -                  | -                  | -                  | -           | -           | -           | 13     | 2      |
| 2006-2007                  | CNFE Clairefontaine        | D1                         | 11         | 2          | CF              | -               | -               | -                  | -                  | -                  | -           | -           | -           | 11     | 2      |
| Totale CNFE Clairefontaine | Totale CNFE Clairefontaine | Totale CNFE Clairefontaine | 34         | 7          | -               | -               | -               | -                  | -                  | -                  | -           | -           | -           | 34     | 7      |
| 2007-2008                  | Soyaux                     | D1                         | 20         | 9          | CF              | 4               | 2               | -                  | -                  | -                  | -           | -           | -           | 24     | 11     |
| 2008-2009                  | Paris Saint-Germain        | D1                         | 22         | 2          | CF              | 1               | 1               | -                  | -                  | -                  | -           | -           | -           | 23     | 3      |
| 2009-2010                  | Paris Saint-Germain        | D1                         | 18         | 5          | CF              | 4               | 1               | -                  | -                  | -                  | -           | -           | -           | 22     | 6      |
| 2010-2011                  | Paris Saint-Germain        | D1                         | 18         | 1          | CF              | 2               | 0               | -                  | -                  | -                  | -           | -           | -           | 20     | 1      |
| 2011-2012                  | Paris Saint-Germain        | D1                         | 17         | 2          | CF              | 5               | 6               | UWCL               | 4                  | 2                  | -           | -           | -           | 26     | 10     |
| Totale Paris SG            | Totale Paris SG            | Totale Paris SG            | 75         | 10         | -               | 12              | 8               | -                  | 4                  | 2                  | -           | -           | -           | 91     | 20     |
| 2012-2013                  | Issy-les-Moulineaux        | D1                         | 18         | 7          | CF              | 1               | 0               | -                  | -                  | -                  | -           | -           | -           | 19     | 7      |
| 2013-2014                  | Saint-Étienne              | D1                         | 16         | 5          | CF              | -               | -               | -                  | -                  | -                  | -           | -           | -           | 16     | 5      |
| 2014-2015                  | Saint-Étienne              | D1                         | 14         | 0          | CF              | 4               | 0               | -                  | -                  | -                  | -           | -           | -           | 18     | 0      |
| Totale Saint-Étienne       | Totale Saint-Étienne       | Totale Saint-Étienne       | 30         | 5          | -               | 4               | 0               | -                  | -                  | -                  | -           | -           | -           | 34     | 5      |
| 2015-2016                  | Olympique Marsiglia        | D2                         | 21         | 6          | CF              | -               | -               | -                  | -                  | -                  | -           | -           | -           | 21     | 6      |
| 2016-2017                  | Olympique Marsiglia        | D1                         | 17         | 5          | CF              | 1               | 0               | -                  | -                  | -                  | -           | -           | -           | 18     | 5      |
| 2017-2018                  | Olympique Marsiglia        | D1                         | 13         | 0          | CF              | 2               | 1               | -                  | -                  | -                  | -           | -           | -           | 15     | 1      |
| 2018-2019                  | Olympique Marsiglia        | D2                         | 23         | 6          | CF              | 1               | 1               | -                  | -                  | -                  | -           | -           | -           | 15     | 1      |
| 2019-2020                  | Olympique Marsiglia        | D1                         | 11         | 0          | CF              | 1               | 0               | -                  | -                  | -                  | -           | -           | -           | 12     | 0      |
| Totale Olympique Marsiglia | Totale Olympique Marsiglia | Totale Olympique Marsiglia | 85         | 17         | -               | 5               | 2               | -                  | -                  | -                  | -           | -           | -           | 90     | 19     |
| 2020-2021                  | Nancy                      | D2                         | 2          | 0          | CF              | -               | -               | -                  | -                  | -                  | -           | -           | -           | 2      | 0      |
| 2021-2022                  | Le Havre                   | D2                         | 20         | 7          | CF              | 3               | 1               | -                  | -                  | -                  | -           | -           | -           | 23     | 8      |
| 2022-2023                  | Le Havre                   | D1                         | 22         | 2          | CF              | 1               | 0               | -                  | -                  | -                  | -           | -           | -           | 23     | 2      |
| Totale Le Havre            | Totale Le Havre            | Totale Le Havre            | 42         | 9          | -               | 4               | 1               | -                  | -                  | -                  | -           | -           | -           | 46     | 10     |
| Totale carriera            | Totale carriera            | Totale carriera            | 252        | 64         | -               | 30              | 13              | -                  | 4                  | 2                  | -           | -           | -           | 286    | 79     |

## Palmarès

### Club
- Coppa di Francia: 1

Paris Saint-Germain: 2009-2010
- Campionato francese di seconda divisione: 3

Olympique Marsiglia: 2015-2016, 2018-2019
Le Havre: 2021-2022